# اورزیز
اورزیز (به لاتین: Orzysz) یک منطقهٔ مسکونی در لهستان است که در گمینا اوژش واقع شده‌است. اورزیز ۸٫۱۶ کیلومتر مربع مساحت و ۵٬۶۱۵ نفر جمعیت دارد.